# Государство Перешейка
Государство Перешейка (исп. Estado del Istmo) — непризнанное государство, существовавшее на территории Панамского перешейка в 1840—1841 годах.

## История
После обретения Южной Америкой независимости от Испании Панамский перешеек оказался в составе государства Колумбия. Когда в 1830 году это государство распалось, то Хуан Элихио Альсуру попытался также создать на Перешейке независимое государство, но центральное правительство в Боготе отправило против него войска под командованием Томаса Эрреры, и тому удалось подавить сепаратизм. Перешеек остался под властью Боготы, и вошёл в состав нового государства Республика Новая Гранада. Томас Эррера стал генерал-комендантом Перешейка.
В 1839 году в Новой Гранаде началась Война Высших. 18 ноября 1840 года, в ситуации полного хаоса в стране, когда казалось, что повстанцы-сепаратисты вот-вот возьмут столицу, Эррера согласился с требованиями местных элит и провозгласил независимость Государства Перешейка от Новой Гранады. 20 марта 1841 года Томас Эррера в качестве Высшего правителя и Хосе Агустин Аранго в качестве секретаря подписали Основной закон страны.
Затем Томас Эррера как Высший правитель и Карлос де Икаса Аросемена как заместитель Высшего правителя созвали 8 июня 1841 года во Дворце правительства в Панаме Конституционный конвент, который 18 ноября 1841 года принял Конституцию страны.
Центральное правительство в Боготе не признало акта сепаратизма, однако новому государству удалось получить признание от соседней Коста-Рики в обмен на передачу Коста-Рике региона Бокас-дель-Торо, оккупированного Новой Гранадой в 1836 году.
Осенью 1841 года правительству в Боготе удалось завершить гражданскую войну в свою пользу, и оно смогло обратить свои взоры на Панамский перешеек. В результате переговоров властям удалось уговорить Эрреру вновь признать власть Боготы. С 1 января 1842 года на Панамском перешейке была восстановлена юрисдикция правительства Новой Гранады.